# Eucosmetacris
Eucosmetacris is een geslacht van rechtvleugeligen uit de familie veldsprinkhanen (Acrididae). De wetenschappelijke naam van dit geslacht is voor het eerst geldig gepubliceerd in 1978 door Carbonell & Descamps.

## Soorten
Het geslacht Eucosmetacris omvat de volgende soorten:
- Eucosmetacris cingulata Bolívar, 1881
- Eucosmetacris festae Giglio-Tos, 1898